# 阿拉斯泰爾·麥克法蘭
阿拉斯泰爾·麥克法蘭（英語：Alastair McFarland；1989年6月2日—）是一位美國橄欖球運動員。他是美國國家橄欖球隊的一員，代表美國參加了2015年世界盃橄欖球賽。